# Le Petit-Quevilly
Le Petit-Quevilly là một xã thuộc tỉnh Seine-Maritime trong vùng Normandie miền bắc nước Pháp.

## Dân số
| 1962                                 | 1968   | 1975   | 1982   | 1990   | 1999   | 2006   |
| ------------------------------------ | ------ | ------ | ------ | ------ | ------ | ------ |
| 21,098                               | 22,876 | 22,401 | 22,876 | 22,600 | 22,332 | 22,404 |
| Từ năm 1962: Dân số không tính trùng |        |        |        |        |        |        |